# Rudzica (gromada w powiecie bielskim)
Rudzica – dawna gromada, czyli najmniejsza jednostka podziału terytorialnego Polskiej Rzeczypospolitej Ludowej w latach 1954–1972.
Gromady, z gromadzkimi radami narodowymi (GRN) jako organami władzy najniższego stopnia na wsi, funkcjonowały od reformy reorganizującej administrację wiejską przeprowadzonej jesienią 1954 do momentu ich zniesienia z dniem 1 stycznia 1973, tym samym wypierając organizację gminną w latach 1954–1972.
Gromadę Rudzica z siedzibą GRN w Rudzicy utworzono – jako jedną z 8759 gromad na obszarze Polski – w powiecie bielskim w woj. stalinogrodzkim, na mocy uchwały nr 15/54 WRN w Stalinogrodzie z dnia 5 października 1954. W skład jednostki weszły obszary dotychczasowych gromad Rudzica i Roztropice ze zniesionej gminy Rudzica w tymże powiecie. Dla gromady ustalono 18 członków gromadzkiej rady narodowej.
20 grudnia 1956 województwo stalinogrodzkie przemianowano (z powrotem) na katowickie.
Gromada przetrwała do końca 1972 roku, czyli do kolejnej reformy gminnej.